# 杰米尔·托普兹卢
杰米尔·托普兹鲁帕夏（土耳其語：Cemil Topuzlu Pasha；1866年3月18日—1958年1月25日），鄂圖曼帝國的伊斯坦布尔市长，著名的外科医生，在不同医学院做教师，在伊斯坦布尔大学设立医学系。